# Energía eólica en California
La energía eólica en California ha sido una zona de gran actividad durante muchos años, logrando posicionar a California como uno de los líderes principales en la construcción de aerogeneradores en los Estados Unidos, superado solo por el estado de Texas. California fue el primer estado de Estados Unidos en el que grandes parques eólicos fueron construidos, empezando en la década de los años 1980. Para 1995, California producía el 30 % de toda la electricidad eólica en el mundo. Sin embarago, la situación de hoy en día ha cambiado y Texas es actualmente el líder en desarrollos de energía eólica en los Estados Unidos al tener instalado una capacidad total de 4446 MW, mientras que California queda en segundo lugar con 2439 MW. Durante el 2007, Texas agregó 1618 MW de nueva capacidad, California tan solo agregó 63 MW.
Más de 13 000 aerogeneradores, o el 95 % de todos los vientos para la energía eólica, están localizado en tres regiones: Altamont Pass Wind Farm (este de San Francisco); Tehachapi Pass Wind Farm (sur este de Bakersfield) y San Gorgonio Pass Wind Farm (cerca de Palm Springs, este de Los Ángeles).